# سگولن رویال
ماری-سگولن رویال (به فرانسوی: Marie-Ségolène Royal) (زاده ۲۲ سپتامبر ۱۹۵۳ در داکار، سنگال) سیاست‌مدار فرانسوی است و از اعضای برجسته حزب سوسیالیست فرانسه است.
وی در انتخابات ریاست‌جمهوری فرانسه (۲۰۰۷) نامزد حزب سوسیالیست فرانسه بود و به همراه نیکلا سارکوزی به دور دوم راه یافت.
وی نخستین زن فرانسوی بود که در چنین سطحی با مردان رقابت می‌کرد. او توانست به دور دوم انتخابات ریاست جمهوری فرانسه راه یابد ولی در پایان با کسب حدود ۴۷٪ آرا در مقابل ۵۳٪ (نیکولا سارکوزی) شکست خورد. فرانسوا اولاند رئیس جمهور سابق فرانسه، پدر چهار فرزند رویال است. رویال در کابینه اولاند، مدتی وزیر محیط زیست و انرژی فرانسه بود.